# Лёгкие крейсера типа «Честер»
Лёгкие крейсера типа «Честер» — тип лёгких крейсеров (крейсеров-скаутов)флота США времён Первой мировой войны. Всего построено 3 корабля: «Честер» (CS-1 Chester), «Бирмингем» (CS-2 Birmingham), «Сэйлем» (CS-3 Salem). Первые лёгкие крейсера флота США, первоначально классифицировались как крейсера-скауты. Отличались крайне слабым вооружением и недостаточной скоростью. Первые два крейсера серии стали первыми турбинными кораблями американского флота.

## Тип корабля
Три корабля типа «Честер» были единственными кораблями ВМС США, получившими обозначение «крейсер-скаут» (CS или SCR), и характеризовались высокой скоростью, слабой броней и вооружением. Они были последними крейсерами любого типа, построенными для ВМС США, до закладки в 1917 году крейсеров типа «Омаха» (в это время флот сосредоточился на строительстве линкоров и эсминцев). Первые три корабля класса «Омаха» также были обозначены как «крейсер-скауты» (CS или SCR) при заказе, но перед тем, как они были спущены на воду, флот пересмотрел свою систему классификации, и они, как и «Честер», стали «легкими крейсерами» (CL).

## История создания
Корабли в качестве эксперимента имели различные силовые установки: Chester был первым крупным боевым кораблем в USN, получившим паровые турбины типа Parsons, Salem получил турбины Curtis, а Birmingham — традиционные машины тройного расширения. Проектная скорость составляла 24 узла для паромашиного корабля и 24,5 (24 ) узла для турбинных кораблей.

## Конструкция

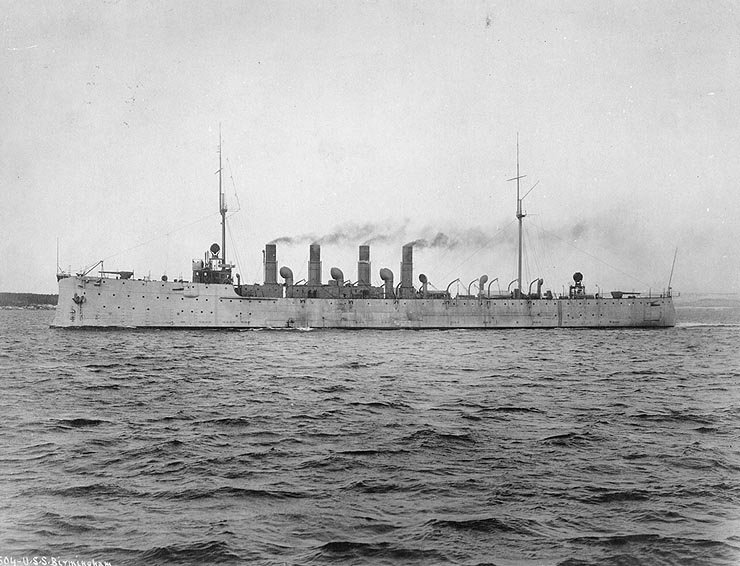
Birmingham в 1908 году

Превосходя по водоизмещению на 1100 тонн крейсера-скауты типа «Эдвенчур», обладали большим радиусом действия и лучшей мореходностью, которая позволяла, при сильном волнении, им поддерживать большую скорость. Над британскими скаутами типа «Бодицея» и германскими крейсерами типа «Дрезден», которые были крупнее «Эдвенчура», но меньше «Честеров», преимущества по мореходности не имели.

### Силовая установка
На Birmingham было две четырёхцилиндровые паровые машины тройного расширения, двенадцать котлов Fore River. Мощность силовой установки 16 000 лошадиных сил (12 000 кВт), должна была обеспечить максимальную скорость 24 узла. Полный запас угля 1250 дл. тонн, нормальный — 475. Проектная дальность плавания на 10-узловом ходу 5000 миль.
На испытаниях судно развивало скорость 24,33 узла (28,0 миль/ч; 45,1 км/ч) при мощности 15 670 ин. л. с. (11 690 кВт) и водоизмещении 3720 т.
На «Честере» было двенадцать угольных котлов Normand и паровые турбины Parsons с прямым приводом общей мощностью 16 000 л. с. (12 000 кВт) на четырех валах. На испытаниях судно развивало скорость 26,52 узлов (30,5 миль/ч; 49,1 км/ч) при мощности больше 16 000 л. с. и водоизмещении меньше нормального.
На Salem было двенадцать угольных котлов Fore River и паровые турбины Curtis с прямым приводом общей проектной мощностью 16 000 л. с. на двух валах. На испытаниях судно развивало скорость 25,95 узлов (29,9 миль/ч; 48,1 км/ч) при мощности 22 242 л. с. (16 586 кВт) при водоизмещении 3751 т. Дальность экономического хода на турбинных кораблях была меньше, чем на паромашинном.

## Модернизации
Все три корабля были модернизированы в 1917 году в ходе подготовки к Первой мировой войне. Турбины на Salem были заменены на турбозубчатый агрегат General Electric мощностью 20 000 л. с. (15 000 кВт) из-за высокого потребления угля. Все три получили новое вооружение: четыре новых 5-дюймовых (127 мм)/51 калибра заменили 5-дюймовые/50 калиберные орудия, четыре 3-дюймовых/50 орудия были сняты, а два 3-дюймовых/50 зенитных орудия добавлены. Подводные торпедные аппараты были сохранены.

## Служба
- «Честер» — заложен 25 ноября 1905 г., спущен 26 июня 1907 г., вошёл в строй 25 апреля 1908 г.
- «Бирмингем» — заложен 14 августа 1905 г., спущен 29 мая 1907 г., вошёл в строй 11 апреля 1908 г.
- «Сэйлем» — заложен 28 августа 1905 г., спущен 27 июля 1907 г., вошёл в строй 1 августа 1908 г.

## Оценка проекта
| Предшественники лёгких крейсеров |                                         |                                     |                                         |                                        |                                                                  |                                          |
| Характеристики                   | «Тонэ»                                  | «Адмирал Шпаун»                     | «Патфайндер»                            | «Бодицея»                              | «Дрезден»                                                        | «Честер»                                 |
| Год закладки                     | 1905                                    | 1908                                | 1903                                    | 1907                                   | 1906                                                             | 1905                                     |
| Год ввода в строй                | 1910                                    | 1910                                | 1905                                    | 1909                                   | 1908                                                             | 1908                                     |
| Размерения, м (Д×Ш×О)            | 113,8×14,4×5,1                          | 130,6×12,8×5,3                      | 116×11,77×3,96                          | 123,4×12,5×4,3                         | 118×13,4×5,3                                                     | 129×14,3×5,1                             |
| Водоизмещение, т                 | 4900                                    | 3500                                | 2946                                    | 3353                                   | 3664                                                             | 3810                                     |
| Вооружение                       | 2 — 15,2-см, 12 — 12-см, ТА 3×1 — 45-см | 7 — 10-см, 1 — 4,7-см               | 9 — 76,2-мм, 8 — 47-мм, ТА 2×1 — 450-мм | 6 — 102-мм, 4 — 47-мм, ТА 2×1 — 450-мм | 10 — 10,5-см, 8 — 5,2-см, ТА 2×1 — 45-см                         | 2 — 127-мм, 6 — 76,2-мм, ТА 2×1 — 533-мм |
| Бронирование, мм                 | Палуба — 38, скосы — 76, рубка — 102    | Палуба — 20 , пояс — 60, рубка — 50 | Палуба — 16—37, пояс — 51, рубка — 76,2 | Палуба — 25, рубка — 102               | Палуба — 20 — 30, скосы — 50 — 80, щиты орудий — 50, рубка — 100 | Палуба — 25, пояс — 51                   |
| Энергетическая установка, л. с.  | ПМ, 15 000                              | ПТ, 25 130                          | ПМ, 16 500                              | ПТ, 18 000                             | ПТ, 15 000                                                       | ПТ, 16 000                               |
| Дальность плавания, морские мили |                                         | 4200 на 10 узлах                    | 3400 на 10 узлах                        | 4260 на 10 узлах                       | 3500 на 14 узлах                                                 |                                          |
| Проектная скорость, узлов        | 23                                      |                                     | 25                                      | 25                                     | 24                                                               | 24                                       |
| Максимальная скорость, узлов     | 23,368                                  | 27,01                               | 25,48                                   | 27,6                                   | 25,2                                                             | 26,52                                    |